# 莉絲白·茨威格
莉絲白·茨威格（德語：Lisbeth Zwerger；1954年5月26日—）是一位國際知名的女性插畫家。出生於奧地利維也納，以細膩的水彩畫風為主要風格，主要作品為兒童童話繪本，且多數繪本內容皆為知名的古典童話作品，如《小紅帽》等。茨威格的作品曾經獲得許多國際插畫大獎，包括1990年的汉斯·克里斯蒂安·安徒生奖。

## 作品

### 1990年以前
- 1977年，E·T·A·霍夫曼原著。《怪小孩》The Strange Child。
- 1978年，Clemens Brentano。The Legend of Rosepedal。
- 1979年，格林兄弟原著。Hansel and Gretel。
- 1979年，E·T·A·霍夫曼原著。Nutcracker and Mouseking。（初版）
- 1980年，安徒生原著。Thumbelina。
- 1981年，格林兄弟原著。 The Seven Ravens
- 1982年，安徒生原著。The Swineherd。
- 1982年，欧·亨利原著。The Gift of the Magi。
- 1983年，格林兄弟原著。《小红帽》。全彩11頁。
- 1984年，王尔德原著。〈自私的巨人〉（The Selfish Giant）
- 1984年，安徒生原著。《夜鶯》The Nightingale。
- 1985年，伊迪絲·內斯比特原著。The Deliverers of their country。
- 1986年，王尔德原著. The Canterville Ghost。
- 1988年，查尔斯·狄更斯。《小氣財神》（A Christmas Carol）
- 1989年，伊索。伊索寓言。Duculot。.
- 1990年，Till L'Espiègle （Till Eulenspiegel）。Duculot。

### 1991年之後
- 1991年，安徒生原著。Fairy Tales。.
- 1992年，克里斯蒂安·莫根施特恩。Gallows Songs。
- 1993年，Wilhelm Hauff。Dwarf Nose。
- 1993年，The Art of Lisbeth Zwerger （collection of Illustrations 1977-1193）。
- 1995年，Theodor Storm。Little Hobbin。
- 1996年，李曼·法蘭克·鮑姆原著，《綠野仙蹤》（The Wonderful Wizard of Oz），
- 1997年，Heinz Janisch L'Arche de Noé （诺亚方舟）。Nord-Sud。.
- 1999年，路易斯·卡羅原著。Alice au pays des merveilles 《愛麗絲夢遊仙境》。Nord-Sud。.
- 2000年，The Bible。
- 2001年，Rudyard Kipling  How the Camel got his Hump。
- 2002年，Peter I. Tchaikowsky-Lisbeth Zwerger 《天鵝湖》Swanlake.
- 2003年，E·T·A·霍夫曼原著。Nutcracker。 （二版）
- 2004年，安徒生原著。《小美人魚》 The Little Mermaid。
- 2005年，Clement C. Moore。《耶誕夜前夕》The Night before Christmas。
- 2006年，格林兄弟原著，《不来梅的城市乐手》，

## 外部連結
- 2010年在johnsevencollection.wordpress.com的訪談